# Shuri
Shuri (首里), ou Sui (em okiinawano: スイKatakana), é atualmente um distrito da cidade de Naha, na ilha de Okinawa. Antes, porém, era uma cidade autônoma e a velha capital do reino de Ryukyu. Na urbe estão localizados alguns de sítios históricos muito importantes do Japão, como o Castelo de Shuri, o portão Shureimon, Sunuhyan-utaki e o mausoléu Real Tamaudun, os quais são todos reconhecidos como Património da Humanidade pela UNESCO.
Shuri é considerado o berço do Caratê em Okinawa.

## História
A cidade desenvolveu-se no entorno do Castelo Shuri, que foi construído durante o reinado de Shunbajunki, que sucedeu quase um século antes de a ilha ser dividida nos três reinos da Hokuzan, Nanzan e Chuzan. Nessa época não havia uma unificação política ou administrativa mas somente um conjunto de senhores locais, que seriam mais ou menos leais ao senhor de Shuri.
Após um período em que o reino de Chuzan disputou com os outros dois, prevalecendo por fim, o arquipélago foi unificado por el-Rei Sho Hashi sob a bandeira do Reino Ryukyu. Shuri deixou de ser a capital quando o reino foi abolido e incorporados Japão.
A abolição do reino seu-se formalmente em 27 de março de 1879, quando as forças imperiais japonesas, sob o comando de Matsuda Michiyuki, encaminharam-se directamente ao castelo e apresentaram ao príncipe a documentação com a decisão do imperador Meiji desde Tóquio. Nesse instante, el-Rei Sho Tai, bem como toda e sua corte, foram retirados e o castelo foi ocupado por uma guarnição japonesa.